# Long John

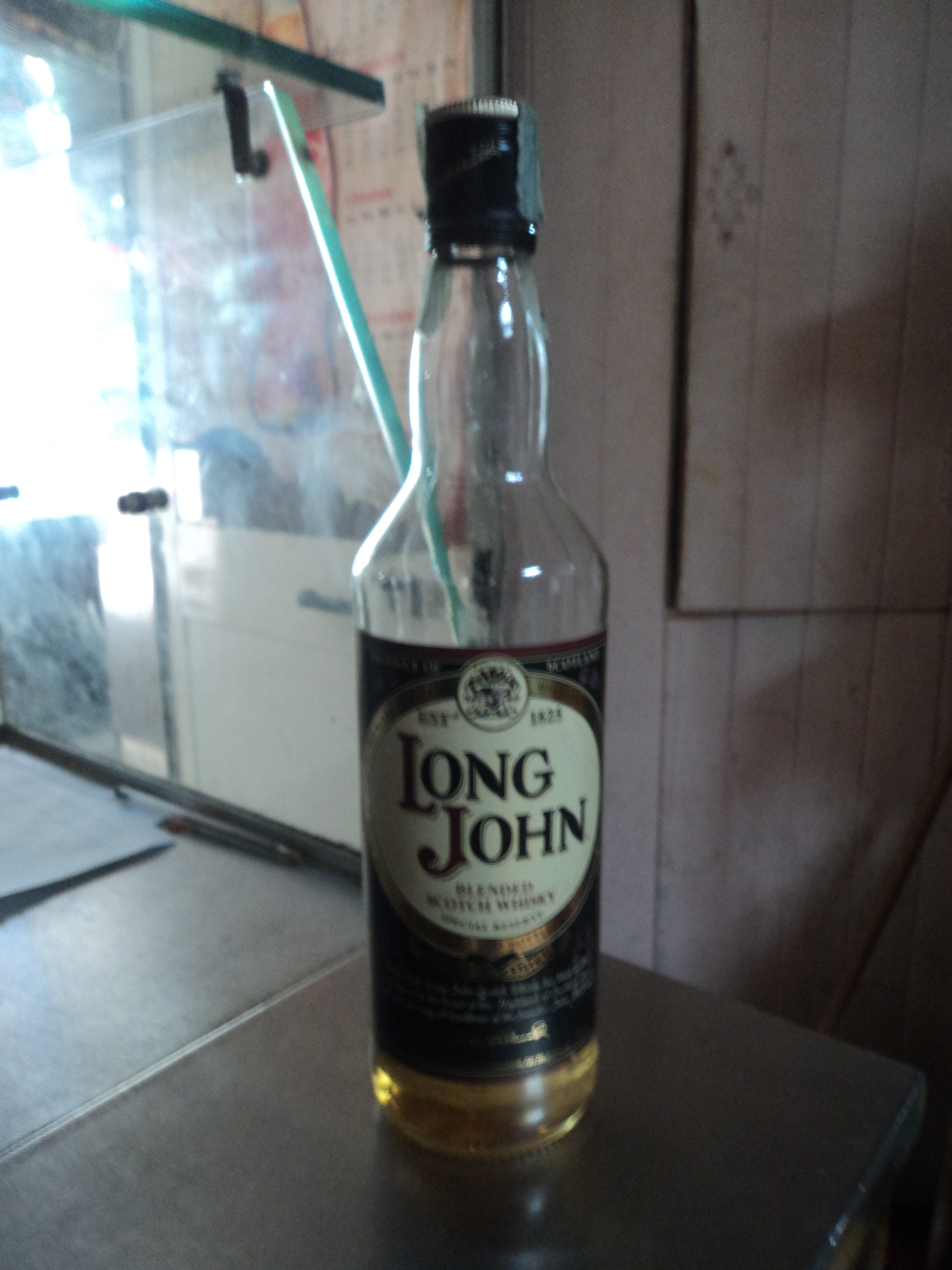
Long John.

Long John är en skotsk whisky tillverkad av Chivas Bros Ltd. Whiskyn uppkallades efter den reslige John MacDonald, som 1825 byggde upp Ben Nevis destilleri i de västra högländerna. Long John Whisky har tillverkats enligt samma recept sedan 1825 och görs på 48 olika sorters maltwhisky, bland annat Laphroaig och Highland Park.